# 矢野二郎
- 矢野二郎
- 矢野次郎

矢野 二郎（やの じろう、1845年2月21日（弘化2年1月15日） - 1906年（明治39年）6月17日）は明治時代の日本の外交官、教育者、実業家。旧幕臣。初めは次郎兵衛、ついで次郎と名乗ったが、自ら好んで「二郎」と署名し晩年に至ってこれを通称とした。
前半生は新進の洋学者として旧江戸幕府および明治新政府において外交・通商などの実務に従事し、30代以降は一橋大学の前身である商法講習所・東京商業学校・高等商業学校の草創期の校長を長く務め、日本における商業教育の開拓者となった。また共立女子大学の創設者の一人であることでも知られている。

## 経歴

### 仕官まで
1845年（弘化2年）、幕臣・富永惣五郎と母・利恵（村尾氏）の次男として江戸駒込に生まれる。2歳のとき同じく幕臣である矢野氏の養嗣子となり改姓したが、そのまま実家で育った。幼名は次郎吉。父・惣五郎（1858年コレラで病没）は微禄の御家人ながら、江川英龍・伊東玄朴らと交わる開明的人物であり、鎖国の打破と西洋兵術の導入を唱え、幼少期の二郎に大きな思想的影響を及ぼした。1860年（万延元年）、16歳で幕府の英語翻訳官森山多吉郎ついで西吉十郎のもとで英語を学び、ここで尺振八・益田孝（当時の名は「進」）と終生にわたる交友を結んだ。

### 開国派幕臣として

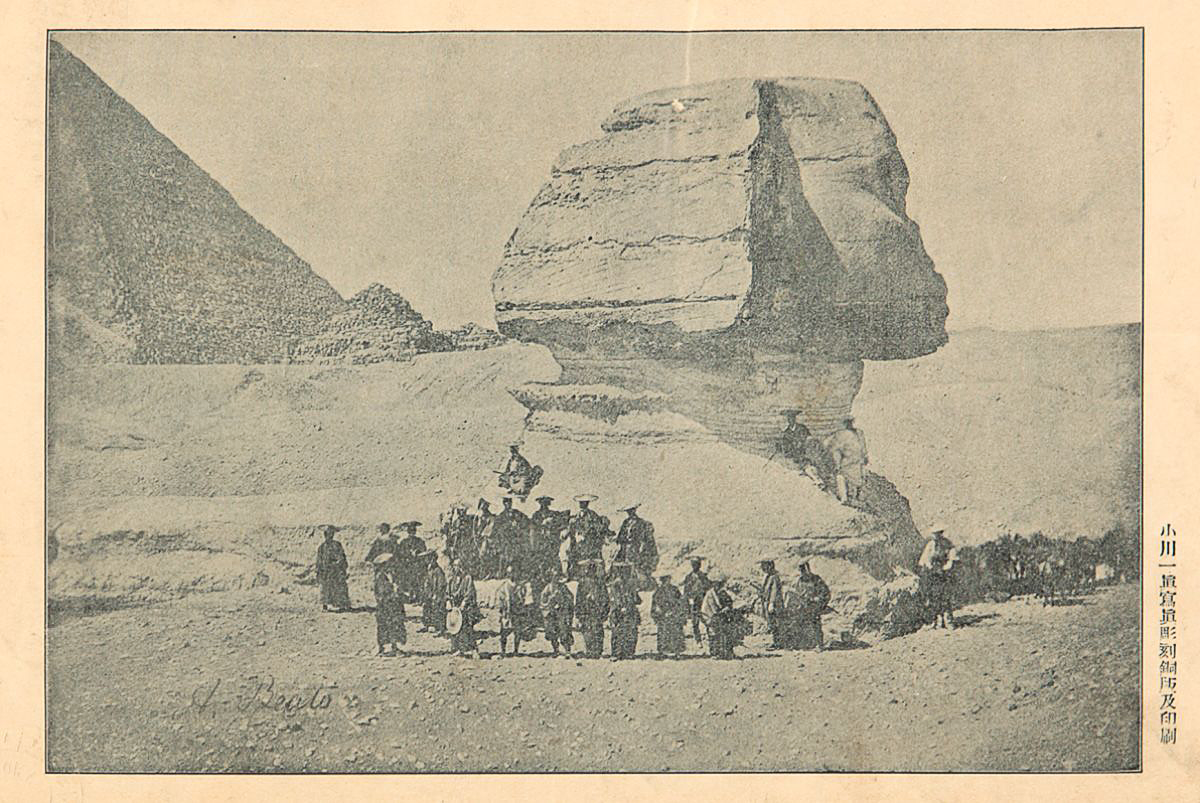
スフィンクスの前で記念撮影する池田長発一行（1864年）

翌1861年（文久元年）、水戸藩士による東禅寺事件が起こると、矢野は尺・益田とともに幕府の外国方訳官に抜擢されてイギリスとの事後交渉に当たり、同年末3人はともに横浜在勤を願い出て当時の税関たる運上所に配属され語学の腕を磨いた。1863年11月（同3年10月）に池田筑後守を団長とする第2回遣欧使節の訳官としてやはり尺・益田とともに随行を命じられ、翌1864年8月（元治元年7月）に帰国した。1865年（慶応元年）、幕府がフランス式兵制を採用した際の募兵に応じて益田とともに騎兵伝習隊に入隊、指図役心得となり、来日した仏軍事顧問団の下での演習に参加した。しかし在籍3年で幕府は瓦解し、多くの隊員が旧幕軍として戊辰戦争に参加するなか、1868年（明治元年）、矢野はこれにくみすることなく官を辞して士籍を脱することとなる。

### 新政府の外交官
辞官後の矢野は、同じ1868年横浜に翻訳所を開き通訳・翻訳業および外国貿易取引の仲介業に従事して成功を収めた。しかしほどなくして駐米弁務使（公使）であった森有礼の推挽を受け、1872年11月（明治5年10月）に外務省に入り二等書記官に任官、渡米してワシントンに在勤して一時駐米代理公使となった。そして1875年（明治8年）の帰国ののち官を辞した。

### 商法講習所の開設

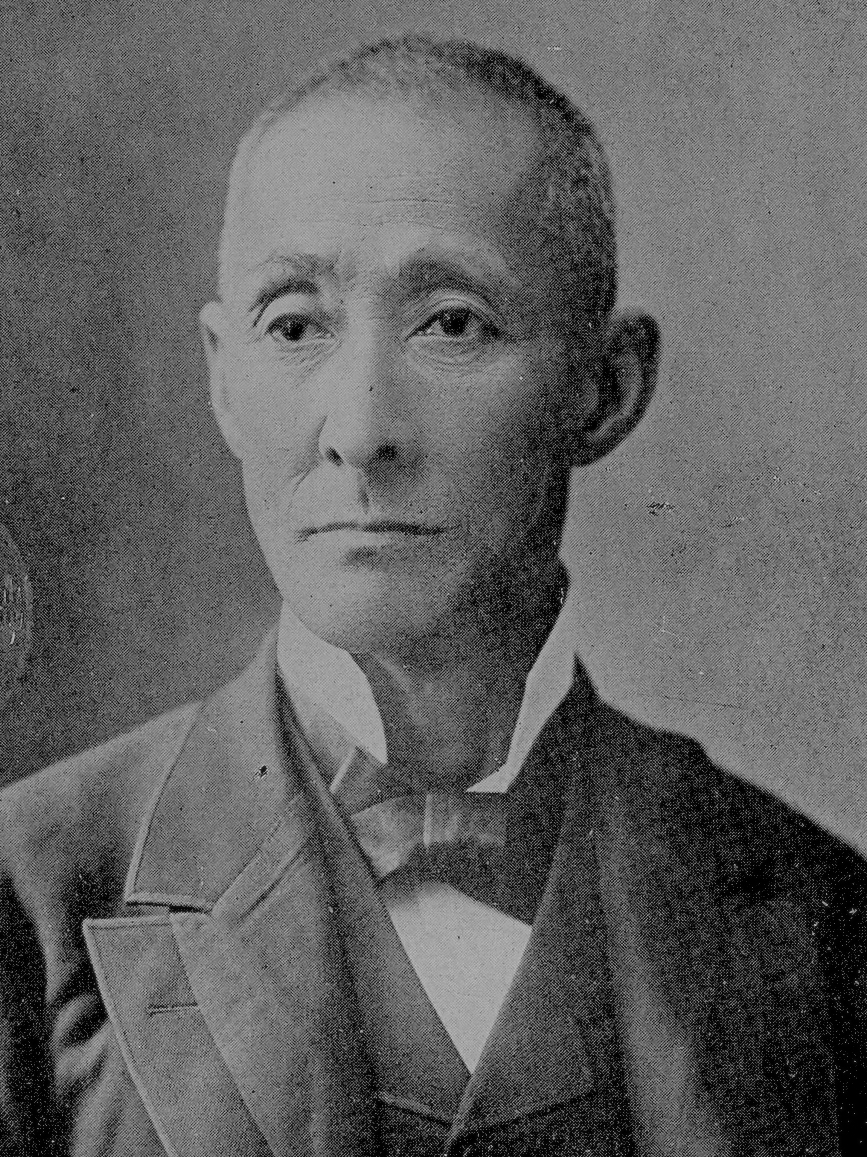
矢野二郎

辞官後の矢野は商業教育の必要を唱え、同じくアメリカから帰国した森が福沢諭吉の賛同を得て、1875年8月、私塾としての「商法講習所」を東京府下・京橋（銀座尾張町）に開設すると矢野も参加した。この講習所は私塾の形をとっていたが事実上東京会議所の所管であり、翌1876年5月、東京会議所の解散にともない東京府に移管されることとなった。また同じ頃森も駐清公使として日本を離れることとなったことから、矢野は益田（当時、東京会議所副会頭）や勝海舟・大久保一翁らの熱心な説得を受けて講習所所長に就任し同所の経営を引き継ぐこととなった。

### 商業教育の開拓者
以降、商法講習所は農商務省に移管され「東京商業学校」と改称される（1884年）など組織的変遷をたどったが、折からの財政難から同校は移管のたびに行政当局から起こる廃校の動きに直面することとなった。矢野は1883年11月、所轄機関の長たる東京府知事・芳川顕正と衝突し、ひとたびは同校校長を辞任したものの翌1884年には復帰し、森や渋沢栄一など官界・財界の有力者の力を借りて廃校の危機を巧みに切り抜ける一方、経営者の手腕を最大限に発揮して日本最初の商業学校の基礎を固めた。そして文部大臣に就任した森のもとで同校を文部省に移管（1885年）させ、ついには日本初の官立高等商業学校への改組（1887年）を達成したのである。この間、彼は1886年共立女子職業学校（現在の共立女子大学）の設立発起人にも名を連ね、同校の創設にも関与した。
しかし長期の在任にともない専権化した矢野の学校運営に高商生は次第に不満を募らせるようになり、彼の排斥を求める学内の声の高まりは学校騒動へと発展した。この結果、多くの生徒が退学処分を受けるとともに、矢野自身もその責めを負い1893年4月ついに退任のやむなきに至った。

### 晩年
（東京）高等商業学校の経営から離れたのちの矢野は、東京商業会議所名誉会員に任じられ、日本麦酒株式会社取締役や臨時高等商工会議議員などを歴任、1904年には貴族院勅選議員に選ばれた。1906年6月17日、東京麻布広尾で死去。享年62。正五位勲五等が贈られ、青山墓地に埋葬された。

## 東京商科大学、一橋大学
彼が初代校長を務めた東京高等商業学校は1920年（大正9年）4月に東京商科大学（大学令による旧制大学）に昇格を果たし、同大学の新たな国立校地には1931年（昭和6年）矢野の銅像が建立、さらに翌1932年1月には一ツ橋たもとに「矢野記念館」が建設され、彼の業績が記念されることとなった。

## 年譜

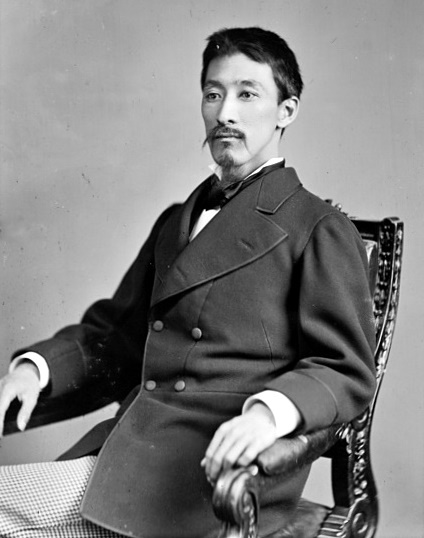
矢野二郎

- 1845年2月19日（弘化2年1月15日）：出生。
- 1861年（文久1年）：幕府の外国方訳官に任官。同年、横浜運上所に配属。

- 1863年11月（文久3年10月）：第2回遣欧使節に随行を命じられる。
- 1864年8月（元治1年7月）：帰国。
- 1865年（慶応1年）：幕府騎兵伝習隊の指図役心得となる。
- 1868年（明治1年）：官を辞して士籍を脱し、横浜にて翻訳所を自営する。
- 1870年11月（明治3年10月）：外務省に入り二等書記官に任官、渡米しワシントンにて在勤。
- 1873年（明治6年）9月：臨時代理駐米公使（-1874年11月）。
- 1875年9月：帰国。
- 1875年10月：免官。
- 1876年5月：東京府商法講習所の所長に就任（-1883年11月）。
- 1884年7月：東京商業学校校長（-1887年10月）。
- 1887年10月：（東京）高等商業学校校長（-1893年4月）。
- 1894年2月：堀越商会重役。
- 1904年8月22日：貴族院勅選議員[9]。
- 1906年6月17日：死去。

## 栄典
- 1884年（明治17年）8月30日 - 正七位[10]
- 1886年（明治19年）7月8日 - 従六位[11]
- 1891年（明治24年）12月21日 - 正六位[12]
- 1906年（明治39年）6月17日 - 正五位[13]

## 家族
- 父の富永惣五郎は旧幕臣代官手代[14]。微禄の御家人ながら、江川英龍・伊東玄朴らと交わる開明的人物であり、鎖国打破と西洋兵術の導入を唱えていた[15]。
- 兄の富永冬樹は元幕臣で代官手代、徒目付騎兵指揮官を経て、維新後英語翻訳を業とし、1870年に渡米してボストン工科大学聴講[16]。翌年当地で岩倉使節団と会い、随行員の田辺太一の便宜で自費参加し一行とともに渡欧した[17][16]。帰国後判事となり、のちに大審院判事となった[18][14]。退官後は東京株式取引所理事を務めた[16]。長男敏麿の岳父に男爵安場末喜。娘婿に小田切万寿之助、横浜正金銀行の北京、ロンドンなど海外支店各所の頭取を務めた川上市松などがいる[19]。孫（敏麿の子）に富永惣一。
- 妹の栄子（1852年生）は美人の誉れ高く、益田孝の懇願により妻となった[20]。
- 妹益子は中山譲治の妻。中山譲治（1839 - 1911）は幕臣瀬戸本太郎の子新太郎として江戸で生まれ、関八州取締出役、甲府奉行などを務めた中山誠一郎の養子となる[21]。長崎英学所、横浜仏語伝習所を経てフランスで兵学を学び、騎兵指揮役頭取となったが、1870年イタリアにわたり蚕卵紙や生糸の輸出にかかわった。1872年大蔵省出仕、ベネチア総領事、宮内省権大丞を経て、1885年ハワイの官約移民の監督総官を務め、1895年に帰国して東洋移民合資会社を設立した[22][23][21]
- 前妻・幾子は1883年に病没。[24]
- 後妻のゑい（栄子、1861-1911）は石原近義の長女[24]。大久保利世の孫で、母方伯父に大久保利通がいる。
- 長男・謹爾は名古屋商業学校卒業後渡英し、三井物産ロンドン支店に勤務したが退職し、弟の慎爾とともに滞英。[24]
- 長女・満子（1888年生）の夫に男爵高崎弓彦
- 二女・富美子（1890年生）の夫に三井物産常務守岡多仲。学習院女学部出身[25]
- 四女・銀子（1894年生）の夫に明治製糖社長藤野幹（藤野恵の兄）。学習院女学部出身。娘婿に小松化成社長河合二良（河合良成二男）

### 事典項目
- 下中弥三郎 編『新撰 大人名辞典 第六巻「矢野二郎」』平凡社、1938年。
  - 下中弥三郎 編 『大人名事典 第六巻』 平凡社、1954年6月
  - 下中邦彦 編 『日本人名大事典 第六巻』 平凡社、1979年7月
- 野中一也 著「矢野二郎」、日本近代教育史事典編集委員会 編『日本近代教育史事典』平凡社、1971年12月。ISBN 4582117015。
- 上沼八郎 「矢野二郎」（臼井勝美ほか編 『日本近現代人名辞典』 吉川弘文館、2001年7月、ISBN 4642013377）
- 秦郁彦 「矢野二郎」（秦郁彦編 『日本近現代人物履歴事典』 東京大学出版会、2002年5月、ISBN 4130301209）
- 「矢野二郎」（日外アソシエーツ株式会社編 『学校創立者人名事典』 日外アソシエーツ、2007年7月、ISBN 9784816920585）

## 関連文献
- 『本邦商業教育ノ先覚 矢野二郎先生記念事業記録』 如水会、1932年6月
- 杉山和雄「商業教育の発展と矢野次郎」『成蹊大学経済学部論集』第3巻第1号、成蹊大学経済学部学会、1972年10月、77-107頁、ISSN 03888843、NAID 40002031881。
- 三好信浩『日本商業教育発達史の研究』風間書房、2012年。ISBN 9784759919318。 NCID BB09523530。